# Il suffirait de presque rien
Il suffirait de presque rien est une chanson de Serge Reggiani parue dans l'album Et puis… sorti en 1968. Écrite par Jean-Max Rivière et composée par Gérard Bourgeois, elle traite de l'écart d'âge au sein d'un couple composé d'un homme mûr et d'une jeune femme, « Elle au printemps, lui en hiver ».

## Histoire
Lorsque Jean-Max Rivière et Gérard Bourgeois proposent la chanson à Serge Reggiani, celui-ci refuse de l'interpréter. Ce n'est qu'après l'insistance de son directeur artistique, Jacques Bedos, qu'il accepte de l'intégrer à l'album Et puis…, mais à la condition qu'elle figure en dernière position.
Très diffusée à la radio, la chanson devient un succès, mais Reggiani ne veut pas la chanter en public. Ce n'est que plusieurs années plus tard qu'il finit par l'intégrer dans ses tours de chant.

## Reprises
La chanson a notamment été reprise en 2001 par Pierre Bachelet sur l'album Une autre lumière, en 2009 par Gérard Berliner sur l'album Gérard Berliner chante Reggiani, en 2014 par Isabelle Boulay sur l'album Merci Serge Reggiani et la même année par Sanseverino sur l'album Le Petit Bal perdu. En 2020, le groupe Aurore Voilqué Trio reprend la chanson dans l'album Un soir d'été.

## Autres
Serge Reggiani, il suffirait de presque rien... est également le titre d'un documentaire de 2004 de Gilbert Kahn sur Serge Reggiani,.